# 赵紫骅
赵紫骅（1988年4月27日—），原名赵浴辰，中国大陆流行音乐男歌手、词曲创作人。赵紫骅2013年参加湖南卫视《快乐男声》获得全国20强，2014年参加CCTV-3《中国正在听》获得全国总冠军而出道。2020年，赵紫骅参加浙江卫视《2020中国好声音》，成爲李宇春戰隊四強學員。赵紫骅盲選時憑着一首原創歌曲《一滴淚的時間》獲得李榮浩和李健兩位導師的轉身，加入了李榮浩戰隊，及後因五強搶位戰敗給斑馬森林樂隊而轉至李宇春戰隊。

## 主要经历
- 1988年 出生于四川省成都市一个普通工人家庭
- 2006年 考入北京现代音乐学院学习声乐和创作
- 2010年 参加湖南卫视《快乐男声》比赛获得百度赛区5强、全国60强[2]
- 2011年 北漂，创作多首歌曲
- 2012年 参加广西卫视《一声所爱·大地飞歌》获得网络赛区11强[3]
- 2013年 参加湖南卫视《快乐男声》比赛获得北京赛区10强、全国20强[4]，同年签约天娱传媒公司[5]
- 2014年 参加腾讯视频《Hi歌》以原创歌曲《可乐》一鸣惊人[6][7]，被谢安琪和孙楠同时抢购；同年参加CCTV-3《中国正在听》比赛最终获得全国总冠军[8][9]，而备受媒体和观众关注。
- 2020年，参加浙江卫视音乐选秀节目《2020中国好声音》[10]。

## 音乐作品

### 个人单曲
未收录在专辑已发行的个人单曲
| 发行日期   | 歌曲名稱 | 备注 |
| ---------- | -------- | ---- |
| 2010-05-12 | 《油菜》 |      |
| 2010-06-17 | 《茧》   |      |
| 2014-05-05 | 《可乐》 |      |

### 其他单曲
为其他歌手创作并发行的单曲
| 发行日期   | 歌手及歌曲             | 备注                                     |
| ---------- | ---------------------- | ---------------------------------------- |
| 2009-04-01 | 赵姝《树叶的梦想》     | 创作词曲，收录在其专辑《大无畏》中       |
| 2011-10-21 | 马诺《好想》           | 创作词曲，收录在其专辑《好想》中         |
| 2014-09-05 | 杨坤《你走后》         | 创作词，收录在其专辑《今夜二十岁》中     |
| 2014-09-15 | 苏妙玲《眼神总会认得》 | 创作词，收录在其专辑《漫步失物招领处》中 |
| 2014-12-22 | 张阳阳《关于青春》     | 创作词曲，收录在其专辑《关于青春》中     |
| 2014-12-22 | 张阳阳《是我太软弱》   | 创作词曲，收录在其专辑《关于青春》中     |